# Археология в России

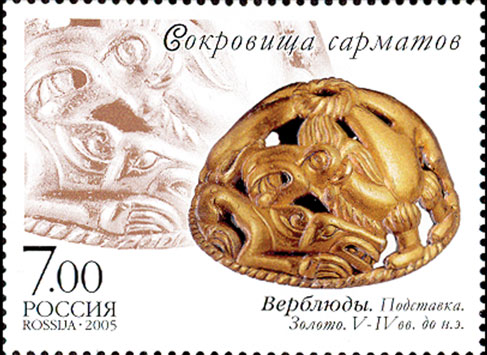
Сокровища сарматов. Коллекция Филипповских курганов: верблюды, подставка, золото, V—IV века до н. э. Почтовая марка России, 2005, художники А. Московец и А. Жаров

Археологическая наука в России развивается с начала XVIII века, когда начинаются первые археологические раскопки.
На развитие археологии в России оказали влияние огромная территория страны, её культурное разнообразие и сравнительная удалённость от очагов древних письменных культур, что определило особое значение этой науки в изучении российской истории.

## Периодизация
Российский археолог и историк науки Л. С. Клейн в статье 2001 года разделяет историю археологии в России на три периода — дореволюционный, советский и российский — и выделяет в них подэтапы. Периодизация имела следующий вид:
Дореволюционная археология:
1. Традиционализм и небрежение в допетровской Руси
2. царский антикварианизм (1696—1762)
3. Романтическое и патриотическое прозрение (1812—1855)
4. Кристаллизация археологии в эпоху Великих реформ (1855—1881)
5. Выделение археологии в особую науку (1881—1917)

Советская и российская археология:
1. Катастрофа и смена структур (1917—1924)
2. Революция в археологии: Московский порыв (1924—1929)
3. Революция в археологии: Ленинградская кампания (1930—1934)
4. Советская археология в услужении сталинской державы (1934—1956)
5. Советская археология: от оттепели через заморозки к застою (1956—1991)
6. Русская археология в борьбе за выживание (1991—н. в.)

## Дореволюционный период
Первоначально интерес к древностям проявлялся в создании собираний редкостей и драгоценностей в княжеских и царских сокровищницах и в церковных ризницах.
Интерес к сбору предметов древности во времена императора Петра I в целом не выходил за рамки коллекционирования и хранения: благодаря интересу императора в Россию свозились древности, которые затем стали помещаться в образованной в 1714 году Кунсткамере. Методологическая работа сводилась к описанию, классификации и объяснению назначения памятника. В те годы начинаются первые научные экспедиции и раскопки, одной из них стал раскоп пастора Вильгельма Толле около Старой Ладоги, где исследователь искал следы готов. Пётр предпринимал попытки поднять археологические изыскания на уровень государственной политики. Указ о Кунсткамере (1718) назначал вознаграждение за найденные «старые вещи», при этом указывалось на важность контекста: «всему делать чертежи, как что найдут». Было начато собирание древностей из Сибири (Сибирская коллекция Петра I), проводились обследование и обмеры Болгара, Дербента.
После смерти Петра I Российская академия наук организовывает масштабные экспедиции, которые в том числе занимались археологическими раскопками.
Академические экспедиции, проводимые Д. Г. Мессершмидтом (1720—1727), И. Г. Гмелином и Г. Ф. Миллером (1733—1743), изучали сибирские курганы. Миллер и Гмелин раскопали курганы под Усть-Каменогорском. В 1763 году А. П. Мельгунов изучал «царский» курган скифов «Литая могила» под Елисаветградом. В 1730-х годах В. Н. Татищевым была предложена первая инструкция для сбора археологических, этнографических и географических сведений. Во второй половине XVIII века описания древностей составлялись в рамках академических экспедиций, которыми руководили И. К. Кирилов, П. С. Паллас, И. И. Георги, П. И. Рычков, Н. П. Рычков, И. И. Лепёхин и др.
В конце XVIII века власть России распространилась на Северное Причерноморье, результатом чего стало активное развитие античной и скифской археологии. С этого периода берут начало систематическое описание и первые раскопки древнегреческих городов, а также разработка программы их изучения И. А. Стемпковским в 1827 году. Деятельность А. Н. Оленина в сфере археологии привлекла к этой теме общественный интерес. Большую общественную известность получили проводимые в 1830 году раскопки кургана Куль-Оба, а с середины столетия изучение «царских» скифских курганов (Александропольский курган, Чертомлык, Большая Близница) и сарматского комплекса Хохлач (1864). И. Г. Спасским и А. Гумбольдтом продолжалось описание азиатских древностей. В 1823 году К. Ф. Калайдовым было опубликовано исследование рязанских древностей, включая знаменитый клад золотых вещей из Старой Рязани. З. Ходаковским и В. В. Пассеком предложена программа изучения славянских и в целом восточно-европейских древностей. В середине века П. С. Савельев и А. С. Уваров исследовали памятники Владимиро-Суздальского княжества. Наиболее яркими археологами третьей четверти XIX века стали И. Е. Забелин и Уваров. Были учреждены археологические музеи в Николаеве (1803), Феодосии (1811), Одессе (1825), Керчи (1826). Богатейшую коллекцию собрал Эрмитаж. Создавались научные общества, включая Общество истории и древностей российских, организованное при Московском университете (1804), Истории и древностей в Риге (1834), Дерпте (1838), Одессе (1839), Археолого-нумизматическое общество в Санкт-Петербурге (1846), которое было реорганизовано с включением в него славяно-русского отдела в 1851 году, Московское археологическое общество (1864), с 1869 году инициировавшее Археологические съезды, Общество любителей кавказской археологии (1873). В 1859 году основано центральное государственное учреждение по вопросам археологии — Императорская археологическая комиссия. Важными научными центрами по направлению археологии стали Государственный исторический музей, который был основан в 1872 году и открыт в 1883 году в Москве, Минусинский музей (с 1877), Кавказский музей, открытый в Тифлисе, основанный в 1853 году.
К периоду конца XIX — начала XX века археологическими исследованиями была охвачена практически вся территория страны, вплоть до её окраин, а также соседние государства. Археологические изыскания проводились В. В. Радловым, Г. Н. Потаниным, Н. М. Ядринцевым, А. В. Адриановым, И. Р. Аспелиным, С. Ф. Ольденбургом, П. К. Козловым, А. Ю. Якубовским, Н. И. Веселовским, В. В. Бартольдом, Н. Я. Марром, П. С. Уваровой и др. Выпускались археологические карты — своды археологических памятников по губерниям. Была сформирована система археологического образования, которая включала университеты, общественные Московский археологический институт и Петербургский археологический институт. Выходили первые учебные издания и пособия по археологии, в том числе с лекциями Н. И. Веселовского, В. А. Городцова, А. А. Спицына.
В 1870—1880-х годах были открыты палеолитические стоянки: Карачарово под Муромом, Костёнки-1 под Воронежем, стоянки в Украине, Крыму, на Кавказе, в Сибири. К исследованию первобытных древностей обратились естествоиспытатели, включая И. С. Полякова, В. В. Докучаева, А. А. Иностранцева, И. Д. Черского, А. А. Штукенберга, Д. Н. Анучина и др., что привело к развитию комплексного подхода, который соответствовал мировому уровню для этого времени и направления археологии. Эти учёные начали исследовать мезолит и неолит восточноевропейской лесной полосы, в том числе кундскую, волго-камскую культуры и др. Началось изучение неолитических памятников центральной части России, включая волосовскую культуру, культуры Приладожья и района Белого моря. В 1890-х годах В. В. Хвойкой была обнаружена трипольская культура энеолита. На основе материалов археологических раскопок 1901—1903 годов В. А. Городцовым была создана периодизация степных культур бронзового века, в лесной зоне России была выявлена фатьяновская культура. В 1912 году были открыты Сейминский могильник и Бородинский клад, благодаря чему Городцов и А. М. Тальгрен смогли сформулировать проблематику сейминско-турбинской культуры. Кобанская культура, Майкопский курган, открытые в этот период, имели важное значение для исследований бронзового века и начала железного века на Кавказе. Исследовались не только значительные, но и рядовые скифо-сарматские памятники, городища, в том числе В. Г. Тизенгаузеном, А. А. Бобринским, Н. Е. Бранденбургом, В. А. Городцовым. Были открыты культуры раннего железного века в лесной зоне, включая ананьинскую, пьяноборская, дьяковскую, мощинскую культуры. В 1899 году В. А. Городцов одним из первых в мире предложил программу изучения древней керамической посуды. Проводились активные исследования финно-угорские древностей, в том числе И. Р. Аспелиным, А. М. Тальгреном, А. А. Спицыным. Систематическим стало изучение античных древностей, новацией стало их рассмотрение в контексте окружения варварскими культурами. Всем этим занимались В. В. Латышев, С. А. Жебелёв, М. И. Ростовцев, Б. В. Фармаковский, который первым в России начал исследовать памятники широкими площадями, что давло образец для изучения древних городов). Преимущественно на стыке с искусствоведением в археологии получило развитие византиноведческое направление, которое имеет значение также для понимания русской культуры, чем занимались, в частности, Н. П. Кондаков и Ф. И. Успенский. Активнейшее изучение византийских древности проводилось при раскопках Херсонеса. В 1882 году начало работу Императорское православное палестинское общество, в 1895 году — Русский археологический институт в Константинополе.
На рубеже XIX и XX веков состоялось открытие зарубинецкой и черняховской культур, отразивших латенское и римское влияние, открыты раннеславянские древности (С. С. Гамченко). В начале века были изучены рассматриваемые как эталонные памятники периода Великого переселения народов на Кавказе, в Крыму, степной и лесостепной зонах, включая Борисовский могильник, Суук-Су, Новогригорьевку, Перещепинский, Мартыновский клады. С 1860-х годов начинается систематическое изучение курганов, сопок и городов Киевской Руси, проводившееся А. П. Богдановым, Д. Я. Самоквасовым, В. Б. Антоновичем, В. И. Сизовым. В 1899 году А. А. Спицыным была предложена картина расселения восточнославянских племён: исследователь совместил данные археологии и русских летописей. Н. И. Репниковым дана культурная стратиграфия Старой Ладоги. Был изучен получивший известность «княжеский» курган Чёрная могила. Я. И. Смирнов предложил основополагающее описание центральноазиатской, преимущественно сасанидской, торевтики наиболее богатого собрания этих древностей в Эрмитаже, которое было составлено в основном из находок на территории Приуралья. Было начато исследование памятников Волжско-Камской Булгарии, кочевников Средневековья, включая салтово-маяцкую культуру, Белореченские курганы и др. Значимым для темы восточноевропейских, центральноевропейских и балканских древностей стало издание «Русские древности в памятниках искусства» (Н. П. Кондаков, И. И. Толстой, выпуски 1-6, 1889—1899).

## Советский период
Вопреки сложностям послереволюционных лет, гибели или эмиграции большого числа выдающихся учёных, костяк российских археологов сохранился. Императорская археологическая комиссия стала основой для Российской государственной археологической комиссии (1918) (с 1919 года носила название Российская, с 1926 года — Государственная академия истории материальной культуры в Ленинграде, ГАИМК). В 1924 году на базе МГУ организуется НИИ археологии и искусствознания. Археологи дореволюционной школы сосредоточили внимание на подготовке новых кадров и обобщающих работ (включая учебники и обзоры, составленные С. А. Жебелёвым, В. А. Городцовым, А. А. Спицыным, Б. С. Жуковым, Ю. В. Готье), полевым исследованиям, что обеспечило научную преемственность. Фронт археологических изысканий в этот период расширяется за счёт развития в 1920-х годах краеведения.
Советские власти приложили значительные усилия для использования археологической науки в политической пропаганде. С 1920-х годов советская археология оказалась тесно связана с марксизмом, его марксистско-ленинской версией. К тому времени её статус повысился от сферы интереса русской аристократии, которая организовывала местные общества или проводила раскопки древностей на своих землях, до академической дисциплины, структурированной на университетских кафедрах и в институтах Академии наук. С конца 1920-х годов многие археологи пострадали от политических репрессий.
В то же время молодая советская археология испытывала существенное влияние идей Сталина и лингвиста Николая Марра, теория которого о развитии языков и культур изначально поддерживались Сталиным, но в конечном итоге в 1950 году была объявлена им немарксистской и осуждена. С опорой на социологические схемы и теорию стадиальности, введённые Н. Я. Марром, в конце 1920-х годов некоторыми молодыми исследователями были предприняты попытки создать новую археологию, однако с середины 1930-х годов это вульгарно-социологическое направление начало себя изживать. В то же время работы по археологии не вносили существенных мыслей в использование идей марксизма в археологии, но представляли собой основательные описания полевых исследований, не менее высокого качества, чем те, что в то же время проводились археологами на Западе.
В приоритете оказалось изучение истории каждого из народов СССР в отдельности. В 1937 году ГАИМК преобразовали в Институт истории материальной культуры АН СССР (с 1959 года назывался Институт археологии); сформулировалась система периодических и серийных изданий по археологической науке. Достижения советских археологов стали основной для создания в конце 1950-х — начале 1960-х годов разделов в академических изданиях «История культуры Древней Руси», «Очерки истории СССР», «Всемирная история». С 1960-е годов начинается издание выпусков серии «Свода исторических источников», а в 1980-е годы начата публикация обобщающего 20-томного издания «Археология СССР» (с 1993 года носит название «Археология»).
Полевые археологические исследования в Советском Союзе имели значительные масштабы, в особенности на новостройках. Начало этому положили в 1927 году исследования, проведённые при строительстве Днепрогэса. В 1930-е годы проводились масштабные исследования по трассе каналов Москва — Волга и Волга — Дон, в зонах сооружения Пермской, Ярославской, Сухумской, Куйбышевской ГЭС, Воронежской ГРЭС, а также на место строительства Московского метрополитена, железнодорожный линий на Южном Урале. В послевоенный период археологические раскопки на новостройках вели со всё возрастающим масштабом. В 1950—1960-х годах публиковались материалы, собранные в Куйбышевской, Сталинградской, Камской, Воткинской, Волго-Донской, Каховской и других экспедициях, однако позднее обработка и издание научных материалов всё больше отставали от темпов полевых изысканий. Со второй половины 1980-х годов темпы полевых работ снижаются, но в последующие годы снова росли. Помимо новостроечных работали экспедиции от ряда научных и учебных заведений и музеев. Одной из важнейших задач российской археологической науки остаётся публикация добытых материалов.
Археологические изыскания в Советском Союзе проводились почти во всех регионах и охватывали почти все эпохи. Были созданы основа археологического изучения Кавказа, А. А. Миллером, Б. А. Куфтиным, А. А. Иессеном, Б. Б. Пиотровским, Е. И. Крупновым и др. Системно организованы местные археологические центры. Благодаря археологам М. Е. Массону, С. П. Толстову и др. открыт ряд элементов истории и культуры Средней Азии и Казахстана. Местные археологи принимали участие в экспедициях из центра, что вело к формированию местных школ. Благодаря изысканиям в Сибири, на Дальнем Востоке и в Монголии был открыт ряд значимых памятников, археологических культур, проведены первые обобщения данных материалов, Б. Э. Петри, С. А. Теплоуховым, С. И. Руденко, М. П. Грязновым, С. В. Киселёвым, К. В. Сальниковым, В. Н. Чернецовым, А. П. Окладниковым и др. В этом направлении всё большие масштабы получало изучение сибирских центров. Началось систематическое исследование в Волго-Уральском регионе — А. В. Шмидтом, Д. Н. Эдингом, А. П. Смирновым, В. Ф. Генингом, А. Х. Халиковым и др., которое продолжают их ученики из различных научных центров. Изучались археологические культуры Евразийской степи за период от бронзового века до эпохи Золотой Орды, Н. Е. Макаренко, Б. Н. Граковым, К. Ф. Смирновым, М. И. Артамоновым, Г. А. Фёдоров-Давыдовым и др. Были созданы постоянные экспедиции для изучения античных центров в Причерноморье и Приазовье и окружающих их районов, А. А. Миллером, В. Ф. Гайдукевичем, В. Д. Блаватским, Д. Б. Шеловым, Н. И. Сокольским и др. Продолжались исследование в Центральных (П. П. Ефименко, Б. А. Жуковым, О. Н. Бадером и др.) и Северо-Западных районах России (А. Я. Брюсовым, В. И. Равдоникасом, Н. Н. Гуриной и др.). Археологические исследования в Прибалтике, которые были начаты ещё до революции, в 1920—1930-е годы получили развитие при тесном контакте с научными школами из Германии и Финляндии, а после войны — с рядом советских научных центров, они проводились Х. А. Моорой, М. Х. Шмидехельмом, В. А. Лыугасом и др.
Изучение памятников каменного века включало различные открытия и фундаментальные обобщения Г. А. Бонч-Осмоловского, П. П. Ефименко, С. Н. Замятнина, П. И. Борисковского, А. Н. Рогачёва, М. В. Воеводского, А. Я. Брюсова, М. Е. Фосс, О. Н. Бадера, А. П. Окладникова и др. Систематических характер получили исследования энеолитических культур и культур бронзового века Т. С. Пассек, С. Н. Бибикова, С. А. Теплоухова, П. С. Рыкова и др. Были заложены основы археологического изучения древних славян и соседних с ними народов, в работах П. Н. Третьякова, И. И. Ляпушкина, М. А. Тихановой, В. П. Петрова, Ю. В. Кухаренко, В. В. Седова, И. П. Русановой и др. Созданы постоянные экспедиции для изучения древнерусских центров, которые работали в крупнейших городах, началось изучение села, сделаны открытия и опубликованы обобщающие работы по древнерусской культуре А. В. Арциховским, Б. А. Рыбаковым, Н. Н. Ворониным, М. К. Каргером, Г. К. Вагнером, Б. А. Колчиным, В. Л. Яниным и др. Началось формирование советской школы вещеведения, для чего важное значение имели работы Г. Ф. Корзухиной, А. К. Амброза, И. Б. Зеест и др. Археологические работы создали новую основу для развития нумизматики: работы А. Н. Зографа, А. А. Быкова, В. В. Кропоткина, В. М. Потина и др. С 1960-х годов активно внедряется естественно-научные и математические методики работы с массовыми археологическим материалами: деятельность Б. А. Колчина, С. И. Руденко, В. И. Цалкина, Г. А. Фёдорова-Давыдова и др. В 1970—1980-х годах в работах В. Ф. Генинга, Л. С. Клейна и др. дискутировались методологические проблемы археологической науки. Новые перспективы для изучения истории Древнего мира и Средних веков дали исследования ряда археологической памятников, имеющих уникальную сохранность, и применение в данной области методик комплексного источниковедения: при изучении Новгорода, берестяных грамот, Кагалы, Укока и др..
Советские экспедиции сделали ряд открытий также за пределами СССР. С 1948 года с перерывами действовали советско-монгольские экспедиции, в 1957-59 годах работала экспедиция в Албании, в 1969—1979 — на территории Афганистана, в 1969—1980, 1985 — Ирака. Действовали экспедиции в таких странах как Сирия, Йемен, Венгрия, Болгария, Вьетнам, Куба и в др.
Советские археологи и медиевисты обращались к вопросу вклада скандинавов в формирование Киевской Руси, стремясь отвергнуть норманскую теорию в пользу строго славянских истоков Руси, что было сделать сложно, с учётом наличия большого количества фактическими доказательств. Марксизм мог существенно повлиять на археологию, поскольку его основная концепция — классовая борьба, которую трудно проследить археологически. Одним из сторонников славянского происхождения Руси был многолетний директор Института истории материальной культуры АН СССР Борис Рыбаков. Он особенно интересовался язычеством и религиозными обрядами Древней Руси. Рыбаков не демонстрировал особенной склонности к марксизму.

## Постсоветский период
В организационную структуру постсоветской российской археологии входят академические Институт археологии в Москве, Институт истории материальной культуры в Санкт-Петербурге, Институт археологии и этнографии в Новосибирске, Институт истории и археологии в Екатеринбурге, Институт истории, археологии и этнографии народов Дальнего Востока во Владивостоке. Отделы или институты археологии действуют в республиканских филиалах Российской академии наук и в республиканских академиях. Археологические исследования проводятся кафедрами археологии и археологическими лабораториями в МГУ, СПбГУ, университетами других городов, различными музеями, рядом других государственных и наделённых соответствующей лицензией учреждений. Задача предоставления права на проведение раскопок и других археологических работ и контроля за их качеством возложена на Отдел полевых исследований в Москве. Документ, удостоверяющий это право называется «Открытый лист».

## Историография
Исследование истории отечественной археологии началось в советское время. Первым трудам был характерен строгий марксистский подход. Одни из первых книг об отечественной археологии написаны В. И. Равдоникасом (1930) и М. Г. Худяковым (1933).